# Centrale thermique de Waigaoqiao
 (mai 2023).
Si vous disposez d'ouvrages ou d'articles de référence ou si vous connaissez des sites web de qualité traitant du thème abordé ici, merci de compléter l'article en donnant les références utiles à sa vérifiabilité et en les liant à la section « Notes et références ».
La centrale thermique de Waigaoqiao est une centrale thermique dans la municipalité chinoise de Shanghai.